# Henri Tresca
Henri Édouard Tresca (Dunquerque, 12 de outubro de 1814 — Paris, 21 de junho de 1885) foi um engenheiro francês.
Foi professor de mecânica no Conservatoire National des Arts et Métiers, em Paris.
Tresca esteve envolvido na construção do protótipo para a unidade de medida básica de comprimento do Sistema Internacional de Unidades (SI), o metro. Por motivos termodinâmicos, o protótipo é constituído de 90 % de platina e 10 % de irídio.
Tresca é o terceiro dos 72 nomes na Torre Eiffel.
Foi o idealizador do Critério de Falha de Tresca.

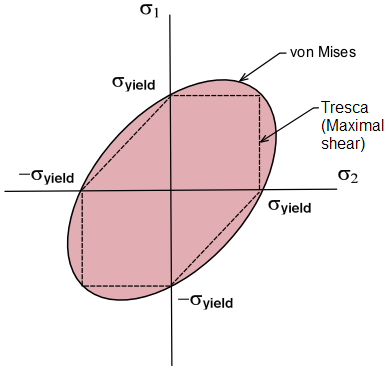
Critérios de escoamento de Tresca e von Mises